# Cotollano
Cotollano (en asturiano y oficialmente Cotullanu) es una entidad singular de población, con la categoría histórica de aldea, perteneciente al concejo de Soto del Barco, en el Principado de Asturias (España). Se enmarca dentro de la parroquia de Riberas. Alberga una población de 28 habitantes (INE 2009) y está situado en la margen derecha de los valles bajos del río Nalón.